# Jydsk Væddeløbsbane
Jydsk Væddeløbsbane er en hestevæddeløbsbane i den sydlige del af Aarhus ved Marselisborgskovene. Banen benyttes til travløb året rundt og galop fra april til oktober. Jydsk Væddeløbsbane blev åbnet den 29. juni 1924. 

## Eksterne kilder og henvisninger
- Jydsk Væddeløbsbanes websted
- Banens historie Arkiveret 31. marts 2016 hos  Wayback Machine
- Ugens Aarhushistorie - Tillykke til en gammel traver som startede til galop Arkiveret 17. februar 2017 hos  Wayback Machine aarhus.dk 02.07.2014

56°7′41.03″N 10°11′44.67″Ø / 56.1280639°N 10.1957417°Ø